# سیارک ۸۰۴۱
سیارک ۸۰۴۱ (به انگلیسی: 8041 Masumoto، نام‌گذاری: 1993VR2) هشت هزار و چهل و یکمین سیارک کشف شده‌است که در ۱۵ نوامبر ۱۹۹۳ کشف شد.
قدر مطلق سیارک برابر ۱۲٫۰۰ است.